# Landtagswahlkreis Duisburg III
Der Landtagswahlkreis Duisburg III ist ein Landtagswahlkreis in Duisburg in Nordrhein-Westfalen. Seit der Wahlkreisreform 2021 umfasst der Wahlkreis die Stadtbezirke Hamborn,  Meiderich-Beeck, die der Mitte angehörigen Stadtteile Duissern, Kasslerfeld und Neuenkamp sowie den Stadtteil Ruhrort, der zum Stadtbezirk Homberg/Ruhrort/Baerl gehört.

## Landtagswahl 2022
Wahlberechtigt zur Landtagswahl 2022 waren 100.093 Einwohner des Wahlkreises. Die Wahlbeteiligung lag bei 38,12 %. Damit war Duisburg III der Bezirk mit der geringsten Wahlbeteiligung.
| Direktkandidat  | Erststimmen in % | Partei          | Zweitstimmen in % |
| --------------- | ---------------- | --------------- | ----------------- |
| Frank Börner    | 41,92 %          | SPD             | 37,59 %           |
| Deniz Güner     | 22,09 %          | CDU             | 23,74 %           |
| Melih Keser     | 12,16 %          | GRÜNE           | 12,98 %           |
| Dennis Erle     | 4,48 %           | FDP             | 4,10 %            |
| Jan Posny       | 2,63 %           | Die Partei      | 0,32 %            |
| Anabella Peters | 3,64 %           | LINKE           | 3,17 %            |
| Sabine Dehnen   | 11,01 %          | AfD             | 10,10 %           |
| Peter Römmele   | 0,45 %           | MLPD            | 0,30 %            |
| Kübra Arslan    | 1,61 %           | Team Todenhöfer | 1,42 %            |
| -               | -                | Sonstige        | 6,28 %            |

## Landtagswahl 2017
Wahlberechtigt zur Landtagswahl 2017 waren 80.490 Einwohner des Wahlkreises. Die Wahlbeteiligung lag bei 53,1 %.
| Direktkandidat       | Erststimmen in % | Partei   | Zweitstimmen in % |
| -------------------- | ---------------- | -------- | ----------------- |
| Ralf Jäger           | 40,6 %           | SPD      | 37,4 %            |
| Nicolas Back         | 22,8 %           | CDU      | 20,7 %            |
| Andrea Wörle         | 6,0 %            | GRÜNE    | 5,6 %             |
| Rainer Weiß          | 7,3 %            | FDP      | 8,7 %             |
| Dirk Küsters         | 2,0 %            | PIRATEN  | 1,2 %             |
| Birane Gueye         | 8,0 %            | LINKE    | 7,4 %             |
| Reinhold Hoffmeister | 11,0 %           | AfD      | 12,1 %            |
| Sonstige             | 2,4 %            | Sonstige | 6,9 %             |

Der Wahlkreis wird im Landtag durch den direkt gewählten Wahlkreisabgeordneten Ralf Jäger (SPD) vertreten, der dem Parlament seit 2000 angehört.

## Landtagswahl 2012
Wahlberechtigt zur Landtagswahl 2012 waren 77.088 Einwohner des Wahlkreises. Die Wahlbeteiligung lag bei 45,5 %.
| Direktkandidat    | Erststimmen in % | Partei   | Zweitstimmen in % |
| ----------------- | ---------------- | -------- | ----------------- |
| Frank Heidenreich | 17,4 %           | CDU      | 14,3 %            |
| Ralf Jäger        | 58,4 %           | SPD      | 52,3 %            |
| Gerhard Schwemm   | 6,3 %            | GRÜNE    | 9,1 %             |
| Christina Labusch | 2,6 %            | FDP      | 4,2 %             |
| Anna Conrads      | 5,4 %            | LINKE    | 5,0 %             |
| Dirk Weil         | 9,9 %            | PIRATEN  | 8,7 %             |
| -                 | -                | Sonstige | 6,4 %             |

## Landtagswahl 2010
Wahlberechtigt zur Landtagswahl 2010 waren 78.693 Einwohner des Wahlkreises. Die Wahlbeteiligung lag bei 46,7 %.
| Direktkandidat          | Erststimmen in % | Partei         | Zweitstimmen in % |
| ----------------------- | ---------------- | -------------- | ----------------- |
| Frank Heidenreich       | 23,2 %           | CDU            | 21,2 %            |
| Ralf Jäger              | 51,3 %           | SPD            | 45,8 %            |
| Muhammet Kurc           | 6,0 %            | GRÜNE          | 8,9 %             |
| Wilhelm Bies            | 2,5 %            | FDP            | 3,5 %             |
| Anna Conrads            | 10,2 %           | LINKE          | 10,1 %            |
| Matthias Kraume         | 0,3 %            | BüSo           | 0,1 %             |
| Waltraud Gallhoff-Franz | 1,7 %            | MUT            | 1,1 %             |
| Hans-Peter Gessner      | 4,3 %            | pro NRW        | 3,8 %             |
| Haluk Yildiz            | 0,5 %            | BIG            | 0,8 %             |
| Peter Schlieper         | 0,1 %            | Einzelbewerber | -                 |
| -                       | -                | Sonstige       | 4,3 %             |

## Landtagswahl 2005
Wahlberechtigt zur Landtagswahl 2005 waren 82.736 Einwohner des Wahlkreises. Die Wahlbeteiligung lag bei 51,8 %.
| Direktkandidat          | Partei | Stimmen in % |
| ----------------------- | ------ | ------------ |
| Ralf Jäger              | SPD    | 50,4         |
| Frank Heidenreich       | CDU    | 31,2         |
| Frank Albrecht          | FDP    | 3,4          |
| Leyla Özmal             | GRÜNE  | 4,7          |
| Walter Naczke           | REP    | 1,3          |
| Feti Özkan              | PDS    | 2,0          |
| Waltraud Gallhoff-Franz | MUT    | 1,4          |
| Wolfgang Chilla         | BüSo   | 0,4          |
| Roswitha Theißen        | NPD    | 2,2          |
| Marina Wolf             | WASG   | 2,6          |
| Dagmar Sall-May         | AMP    | 0,3          |

## Wahlkreissieger
| Jahr | Wahlkreisname       | Gebiet                                                                                           | Direktmandat        | Partei |
| ---- | ------------------- | ------------------------------------------------------------------------------------------------ | ------------------- | ------ |
| 1947 | 71 Duisburg-Ruhrort | Teile von Duisburg                                                                               | Eberhard Brünen     | SPD    |
| 1950 | 71 Duisburg-Ruhrort | Teile von Duisburg                                                                               | Jean van Kessel     | SPD    |
| 1954 | 71 Duisburg-Ruhrort | Teile von Duisburg                                                                               | Jean van Kessel     | SPD    |
| 1958 | 71 Duisburg III     | Teile von Duisburg mit Ruhrort                                                                   | Heinz-Josef Thomé   | SPD    |
| 1962 | 71 Duisburg III     | Teile von Duisburg mit Ruhrort                                                                   | Heinz-Josef Thomé   | SPD    |
| 1966 | 74 Duisburg III     | Teile von Duisburg mit Ruhrort                                                                   | Josef Krings        | SPD    |
| 1970 | 74 Duisburg III     | Teile von Duisburg mit Ruhrort                                                                   | Günter Schluckebier | SPD    |
| 1975 | 74 Duisburg III     | Teile von Duisburg mit Ruhrort                                                                   | Waltraud Lauer      | SPD    |
| 1980 | 68 Duisburg III     | Stadtbezirke Homberg/Ruhrort/Baerl und Rheinhausen                                               | Karl Heinz Kenn     | SPD    |
| 1985 | 68 Duisburg III     | Stadtbezirke Homberg/Ruhrort/Baerl und Rheinhausen                                               | Karl Heinz Kenn     | SPD    |
| 1990 | 68 Duisburg III     | Stadtbezirke Homberg/Ruhrort/Baerl und Rheinhausen                                               | Manfred Bruckschen  | SPD    |
| 1995 | 68 Duisburg III     | Stadtbezirke Homberg/Ruhrort/Baerl und Rheinhausen                                               | Manfred Bruckschen  | SPD    |
| 2000 | 68 Duisburg III     | Stadtbezirke Homberg/Ruhrort/Baerl und Rheinhausen                                               | Rainer Bischoff     | SPD    |
| 2005 | 62 Duisburg III     | Stadtbezirk Meiderich-Beeck, Altstadt, Dellviertel, Hochfeld, Kasslerfeld, Neuenkamp und Ruhrort | Ralf Jäger          | SPD    |
| 2010 | 62 Duisburg III     | Stadtbezirk Meiderich-Beeck, Altstadt, Dellviertel, Hochfeld, Kasslerfeld, Neuenkamp und Ruhrort | Ralf Jäger          | SPD    |
| 2012 | 62 Duisburg III     | Stadtbezirk Meiderich-Beeck, Altstadt, Dellviertel, Hochfeld, Kasslerfeld, Neuenkamp und Ruhrort | Ralf Jäger          | SPD    |
| 2017 | 62 Duisburg III     | Stadtbezirk Meiderich-Beeck, Altstadt, Dellviertel, Hochfeld, Kasslerfeld, Neuenkamp und Ruhrort | Ralf Jäger          | SPD    |
| 2022 | 63 Duisburg III     | Stadtbezirke Hamborn und Meiderich-Beeck, Duissern, Kasslerfeld, Neuenkamp und Ruhrort           | Frank Börner        | SPD    |